# Mr. Lennon
Mr. Lennon – utwór polskiego zespołu muzycznego Universe, skomponowany przez Mirosława Bregułę do tekstu Henryka Czicha.
Mirosław Breguła napisał utwór w domu Henryka Czicha już w 1981 roku, mając 17 lat. W 1983 roku zespół wziął udział w eliminacjach do Ogólnopolskiego Młodzieżowego Przeglądu Piosenki, dzięki któremu otrzymał możliwość wystąpienia podczas XX Krajowego Festiwalu Piosenki Polskiej w Opolu w konkursie Promocje. Choć początkowo grupa planowała wykonać utwór „Blues o wpół do piątej rano”, ostatecznie zdecydowała się na zaśpiewanie piosenki „Mr. Lennon”, dzięki której zajęła drugie miejsce. Krótko potem utwór trafił na szczyty telewizyjnych i radiowych list przebojów. Fizycznie utwór wydano dopiero w 1991 roku na albumie The best of.
Piosenka została napisana w hołdzie dla Johna Lennona, na którym wzorował się Breguła. Utwór opowiada o cierpieniu fanów po stracie „idola wrażliwych serc”, jakim dla wielu był lider zespołu The Beatles. Tekst podkreśla jednak, że mit Johna Lennona będzie trwał dalej, a jego muzyka będzie dawała ludziom radość i nadzieję.
Do utworu zrealizowano teledysk w nowszej wersji, nagranej w 2000 roku, z nieco zmienionym tekstem.